# Margaretha van Andel
Margaretha van Andel (Gorinchem, 26 mei 1959) is een Nederlandse schrijfster van jeugdboeken en vertaalster.

## Levensloop
Margaretha van Andel werd geboren in een gezin met drie kinderen. Zij groeide op op een boerderij in het Brabantse Andel. Op 12-jarige leeftijd verloor zij haar vader en werden de koeien verkocht. Het gezin bleef op de boerderij wonen. Na de lagere school behaalde zij haar Havo-diploma. Van Andel is getrouwd. Zij woonde met haar man enige jaren in China en Pakistan.
Van Andel begon haar schrijverscarrière met schrijfwedstrijden: korte verhalen voor volwassenen. Die verhalen werden onder meer gepubliceerd in HP/De Tijd en Trouw. Een aantal van haar eerste boeken verscheen onder het pseudoniem Emma van Andel. Naast kinderboekenschrijver is zij vertaalster. Zij vertaalde onder meer De tovenaar van Oz van L. Frank Baum, voor Lemniscaat (2019).
Verhalen van de Fladdertak (2022) staat in 2022 op de longlist van de Jan Wolkers Prijs.

### Jeugd / Young Adult
- Buitenstaanders	(Van Holkema en Warendorf, 2011)
- Ik	(Lemniscaat, 2014)
- In Transit	(Lemniscaat, 2016)
- Het addergebroed van Slot Thetinga	(Lemniscaat, 2024)[2]

### Kinderen
- Victoria! Jurkenjacht en toverkracht	(Kluitman 2011)
- Victoria! Klapperflappen met knettersuiker	(Kluitman 2011)
- Kamelenkind	(Borre Leesclub, 2011)
- De bezoekers van Zirk	(Borre Leesclub, 2011)
- De grote ruil	(Borre Leesclub, 2013)
- Het mysterie van de rode appel	(Averbode, 2013)
- De bende van Adlan	(Kluitman / Oxfam Novib, 2015)
- Jij en Ik (bundel meerdere auteurs;	Lemniscaat 2018)
- Verhalen van de Fladdertak	(met illustraties van Marieke Nelissen, Lemniscaat, 2022)
- Een bal in het heelal	(met illustraties van Peter-Paul Rauwerda, Lemniscaat, 2024)